# Jedynka (film)
Jedynka (ros. Единичка) – rosyjski film wojenny z 2015 roku w reżyserii Kiriłła Bielewicza, oparty na autobiograficznej powieści My wsie, nie sczitaja dietiej pisarza-frontowca Aleksandra Nikołajewa. Główny bohater, młody starszy lejtnant artylerii Jegorow (w tej roli Ilja Korobko), jest porte-parole autora pierwowzoru książkowego. Hasło reklamowe filmu brzmiało „Nie wrócili – ale wygrali”.
Film miał premierę w Rosji 11 czerwca 2015 roku. Materiał został również zmontowany w formacie czteroczęściowego miniserialu telewizyjnego „Bojewaja jediniczka”, który po raz pierwszy został pokazany na antenie Pierwogo kanała 23 lutego 2017 roku, w Dzień Obrońcy Ojczyzny.

## Fabuła
Sierpień 1944 roku, II wojna światowa. Armia Czerwona kontynuuje strategiczną ofensywę militarną przeciwko wojskom niemieckim we wschodniej Polsce.
Świeżo wypromowany oficer, starszy lejtnant Anatolij Jegorow, obejmuje dowództwo baterii artylerii. Jednostka Jegorowa otrzymuje rozkaz, aby wszelkimi możliwymi sposobami obronić most niezbędny do przeprawy głównych sił radzieckich. Sygnał wywoławczy baterii pod dowództwem Jegorowa to „Jedynka”. Po zbadaniu nowych pozycji żołnierze odkrywają w pobliżu miejsca przeznaczenia zrujnowany, katolicki klasztor, w którym znalazły schronienie głuchonieme polskie sieroty oraz ich młoda nauczycielka Ewa. Straciwszy wiarę w Boga, kobieta odnalazła sens życia w ratowaniu słabych i bezbronnych dzieci.
Lejtnant Jegorow staje przed trudnym wyborem: pozostawić niewinnych cywilów na pewną śmierć lub narazić na niebezpieczeństwo swoich wiernych towarzyszy broni. Radzieccy artylerzyści, kosztem własnego życia, robią wszystko, aby wypełnić rozkazy dowództwa i jednocześnie zapobiec śmierci polskich sierot.
Film kończy się sceną w czasach współczesnych, kiedy jedna z ocalonych sierot, już jako starszy człowiek, spotyka jedynego ocalałego żołnierza z oddziału Jegorowa, weterana II wojny światowej.

## Obsada
- Andriej Mierzlikin – jako Siemion Finogienow, politruk jednostki artylerii Armii Czerwonej
- Ilja Korobko – jako Anatolij Jegorow, starszy lejtnant, dowódca baterii artylerii Armii Czerwonej
- Anna Prus – jako Ewa, nauczycielka polskich sierot w katolickim klasztorze
- Arina Borisowa – jako Nadia Tichomirowa, radiotelegrafistka Armii Czerwonej
- Aleksandr Wierszynin – jako Pawieł Żyłkin, sierżant Armii Czerwonej
- Michaił Jewłanow – jako Aleksandr Liutikow, kapral Armii Czerwonej
- Mikael Dżanibekian – jako Mikael Geworkian, starszy sierżant Armii Czerwonej
- Siergiej Gabrielian – jako Jakow Gudym, starszy sierżant Armii Czerwonej
- Dobrynia Bielewicz-Obolenski – jako Kola
- Jurij Nazarow – jako Kola (w starszym wieku)
- Anna Zekiejewa – jako Katia
- Klaudia Jachira (rola niepodpisana)[5]

## Produkcja
Zdjęcia do filmu Jedynka kręcono głównie w regionie Kaługi. Specjalnie na potrzeby filmy zbudowano most naturalnej wielkości na rzece Nara, powstały tam również okopy i ziemianki.
Klasztor, w którym zgodnie z fabułą ukrywały się dzieci, został sfilmowany w starym piastowskim zamku Grodziec na Dolnym Śląsku.
Nad projektem pracowało prawie 80 rekonstruktorów. W scenach batalistycznych brał udział sprzęt wojskowy z epoki: kilka czołgów, działa artyleryjskie, ciężarówki Studebaker, sowiecka i niemiecka broń strzelecka, a dla polskich postaci brytyjska broń zrzutowa wypożyczona z muzeum.
Według głównego aktora Ilji Korobko, główny nacisk w filmie położono na zróżnicowanie go w stosunku do innych, współczesnych filmów o II wojnie światowej, wykorzystujących grafikę komputerową – co sprawia, że wojna wygląda w nich nienaturalnie – tymczasem Jedynkę starano się ustylizować na stare, sowieckie kino wojenne, dzięki czemu film jest bardziej nastrojowy.
Produkcja filmu została dofinansowana przez Ministerstwo Kultury Federacji Rosyjskiej.

## Nagrody i wyróżnienia
- 2015 – Nagroda Publiczności na XIII Otwartym Rosyjskim Festiwalu Filmowo-Teatralnym „Amurska Jesień” w Błagowieszczeńsku (12–20 września 2015)[7].